# Raja (Meteorit)
Koordinaten: 20° 23′ 44″ N, 55° 17′ 55″ O
Raja ist ein Meteorit, der am 23. Dezember 2023 um 17:29 UTC vom Global Fireball Observatory als eine Feuerkugel über der Provinz al-Wusta im Oman entdeckt wurde. Das Objekt trat mit einer Geschwindigkeit von 12,7 km/s in die Erdatmosphäre ein. Die Feuerkugel begann in einer Höhe von 67,2 km und endete in einer Höhe von 32,6 km. Die Erscheinung dauerte nur 3,3 Sekunden und wurde von vier der sechs Kameras beobachtet und aufgezeichnet. Ein siebenköpfiges Suchteam  (M. Al-Qassabi, A. Al Zakwani, M. Al-Muati, U. Eggenberger, E. Gnos, Beda Hofmann und A. Zappatini) fand tags darauf in unmittelbarer Nähe des anhand der Falllinie berechneten Aufschlagpunktes einen Meteoriten, 10 km südwestlich eines Brunnens (Wasserstelle) namens Raja, der zum Namensgeber wurde. Der Fundort liegt grob 10 km südöstlich der Grenze zu Saudi-Arabien.
Das schnelle Auffinden des Steins kurz nach dem beobachteten Fall ist ein außerordentlicher Glücksfall. Einige Minerale zerfallen (oxidieren) Luft und Witterung ausgesetzt sehr schnell und sind nach kurzer Zeit nicht mehr nachweisbar. Der Fund des Raja-Meteoriten in der Wüste Omans bestätigt erneut, dass die Suchbedingungen in den flachen Wüstengebieten besonders günstig sind, selbst für kleine Meteoriten.

## Beschreibung

### Form und Zusammensetzung
Der Stein hat eine längliche, annähernd parallelepipedische Form, seine Schmelzkruste ist frisch und dunkelgrau bis schwarz.
Auf gebrochenen Oberflächen sind Chondren sichtbar; diese Oberflächen sind teilweise von Schmelzkruste bedeckt, was auf eine späte Fragmentierung (während des Falls) hinweist. Bei der Analyse zeigten gesägte Oberflächen des Steins ebenfalls Chondren, dazu Klasten und runde Metallkörner, in eine dunkle Matrix eingebettet. Die Silikatmineralogie wird von Enstatit dominierte; außerdem wurden Sulfiden wie Oldhamit (CaS), Daubréelith (FeCr2S4) und Niningerit (≈ MgS) diagnostiziert, es fehlt  Alabandit (Alabandin, α-MnS).

### Ursprung
Der mit 26.8 g eher kleine Meteorit gehört damit zur seltenen Gruppe der Enstatit-Chondriten – Brocken aus der Frühzeit des inneren Sonnensystems. Sie enthalten neben dem hauptsächlichen Magnesium-Silikat Enstatit auch Eisen, das nicht wie gewöhnlich als Oxid, sondern als elementares Metall vorliegt. Als Ursprung wird aufgrund der Flugbahn der Asteroidengürtel zwischen Mars und Jupiter vermutet. Die Zusammensetzung aus den gleichen Grundbausteinen wie die inneren Planeten, insbesondere das metallische Eisen, lässt zudem einen Ursprung dieser Asteroiden in der Frühzeit des Sonnensystems in großer Nähe zur Sonne vermuten.